# Aurel Stroe
Aurel Stroe (født 5. maj 1932 i Bukarest, Rumænien - død 3. oktober 2008 i Mannheim, Tyskland) var en rumænsk komponist, professor, lærer, pianist og filosof.
Stroe studerede komposition og klaver på Musikkonservatoriet i Bukarest hos Mihail Andricu og Maria Totino (1951-1956). Han studerede tillige i Tyskland på Darmstadt Musikkonservatorium hos Mauricio Kagel, György Ligeti og Karlheinz Stockhausen (1966-1969). Stroe har skrevet 2 symfonier, orkesterværker, kammermusik, 5 operaer, scenemusik, korværker, vokalværker, elektronisk musik etc.
Han har undervist som gæstelærer og professor i komposition på University of Illinois i Chicago (1985) og var fast lærer og professor i komposition på Mannheim Musik Hochschule für Musik (1986-1993).

## Udvalgte værker
- Sinfonia "for the Orchestra Mare!" (1954) - for orkester
- Simfonia (1973) - for orkester
- "Laude I" (1966) - for orkester
- "Canto I" (1967) - for orkester
- "Laude II" (1968) - for orkester
- "Canto II" (1971) - for orkester
- Simfonia concertante for slagtøj og orkester (1996)
- Koncertmusik (1965) - for klaver, messingblæsere og slagtøj